# Jean Vallette d'Osia
Jean Vallette d'Osia (Rennes, 16 agosto 1898 – Annecy-le-Vieux, 28 febbraio 2000) è stato un militare e partigiano francese, conosciuto per il suo impegno nella lotta di Resistenza in Alta Savoia e per il suo ruolo determinante nella Liberazione di Lione.
Finì la sua carriera nel 1958, col grado di Generale di corpo d'armata dopo aver comandato per anni la 27ª brigata di fanteria da montagna francese.
Fu anche anticomunista ed esponente del Fronte Nazionale Francese.
| Controllo di autorità | VIAF (EN) 79037355 · ISNI (EN) 0000 0000 7829 6447 · LCCN (EN) nr88012780 · GND (DE) 118936921 · BNF (FR) cb11927512b (data) |